# 중앙경마 클래식 삼관
중앙경마 클래식 삼관 (中央競馬クラシック三冠)은 중앙경마에서 행해지는 고월상·도쿄 우준·국화상의 3경주를 가리킨다. 단순히 삼관 경주라고도 부른다.
또, 암말 한정인 앵화상·우준 빈마·추화상의 암말 삼관에 관해서도 쓴다.

## 개요
영국의 클래식 삼관을 본보기로 탄생한, 현재도 중앙경마에서 3세 수말·암말에 의해 행해지는 경주이다. 이 중 암말만 출주가 가능한 것이 앵화상, 우준 빈마, 추화상이며, 이 3경주가 암말 삼관으로 불린다.
(암말 포함한) 삼관 중, 추화상만이 클래식 경주에 포함되어 있지 않다 (영국 클래식에 상당하는 경주가 없다). 1996년에 추화상이 창설될 때까지, 엘리자베스 여왕배 (1976년-, 현재는 고마에도 해방), 빅토리아 컵 (1970년 - 1975년)이 암말 삼관 경주의 일환으로서 행해지고 있어, 그 이전의 일본에 현재의 암말 삼관에 해당하는 경주는 존재하지 않았다.
이하, 일본에서 클래식 삼관 또는 암말 삼관 모두에 우승한 경주마 (삼관마)를 기재한다 (삼관마 이외의 클래식 경주 승리 말에 대해서는 중앙경마 클래식 경주 우승마 목록을 참조).

## 클래식 삼관
| 개최순 | 이름                  | 영국 클래식에서 상당하는 경주 | 출처·비고 |
| ------ | --------------------- | ----------------------------- | --------- |
| 1      | 고월상                | 2000 기니 스테익스            | [ 2 ]     |
| 2      | 도쿄 우준 (일본 더비) | 엠섬 더비                     | [ 3 ]     |
| 3      | 국화상                | 세인트 레저 스테익스          | [ 4 ]     |

| 달성순 | 연도   | 이름            | 기수            | 고월상 | 도쿄 우준 | 국화상 | 달성 시의 전적 |
| ------ | ------ | --------------- | --------------- | ------ | --------- | ------ | -------------- |
| 1      | 1941년 | 세인트 라이트   | 코니시 기조     | 제3회  | 제10회    | 제4회  | 12전 9승       |
| 2      | 1964년 | 신잔            | 쿠리타 마사루   | 제24회 | 제31회    | 제25회 | 11전 8승       |
| 3      | 1983년 | 미스터 시비     | 요시나가 마사토 | 제43회 | 제50회    | 제44회 | 9전 7승        |
| 4      | 1984년 | 심볼리 루돌프   | 오카베 유키오   | 제44회 | 제51회    | 제45회 | 8전 8승        |
| 5      | 1994년 | 나리타 브라이언 | 미나이 카츠미   | 제54회 | 제61회    | 제55회 | 13전 9승       |
| 6      | 2005년 | 딥 임팩트       | 타케 유타카     | 제65회 | 제72회    | 제66회 | 7전 7승        |
| 7      | 2011년 | 오르페브르      | 이케조에 켄이치 | 제71회 | 제78회    | 제72회 | 10전 6승       |
| 8      | 2020년 | 콘트레일        | 후쿠나가 유이치 | 제80회 | 제87회    | 제81회 | 7전 7승        |

## 암말 삼관
| 개최순 | 이름              | 영국 클래식에서 상당하는 경주 | 출처·비고   |
| ------ | ----------------- | ----------------------------- | ----------- |
| 1      | 앵화상            | 1000 기니 스테익스            | [ 14 ]      |
| 2      | 우준 빈마         | 오크스 스테익스               | [ 3 ]       |
| 3      | 빅토리아 컵       | 없음                          | 1975년까지  |
| 3      | 엘리자베스 여왕배 | 없음                          | 1995년까지  |
| 3      | 추화상            | 없음                          | 1996년 창설 |

| 달성순 | 연도   | 이름          | 기수                        | 앵화상 | 우준 빈마 | 추화상 | 엘리자베스 여왕배 | 달성 시의 전적 |
| ------ | ------ | ------------- | --------------------------- | ------ | --------- | ------ | ----------------- | -------------- |
| 1      | 1986년 | 메지로 라모누 | 카와치 히로시               | 제46회 | 제47회    | -      | 제11회            | 11전 9승       |
| 2      | 2003년 | 스틸 인 러브  | 미유키 히데아키             | 제63회 | 제64회    | 제8회  | -                 | 7전 5승        |
| 3      | 2010년 | 아파파네      | 에비나 마사요시             | 제70회 | 제71회    | 제15회 | -                 | 9전 6승        |
| 4      | 2012년 | 젠틸돈나      | 이와타 야스나리 카와타 유가 | 제72회 | 제73회    | 제17회 | -                 | 8전 6승        |
| 5      | 2018년 | 아몬드 아이   | 크리스토프 르메르           | 제78회 | 제79회    | 제23회 | -                 | 6전 5승        |
| 6      | 2020년 | 데어링 택트   | 마츠야마 코헤이             | 제80회 | 제81회    | 제25회 | -                 | 5전 5승        |

## 주요 기록

### 변칙 삼관
- 쿠리후지는 1943년의 도쿄 우준, 한신 우준 빈마 (현 우준 빈마), 교토 농림성 상전 4세 호마 (현 국화상)를 달성함으로써 '(변칙) 삼관'이라 불리는 일이 있다.[22][23]

### 연속된 해의 삼관 달성 기록
- 해를 연속으로 삼관의 달성은 지금까지 2번 있어, 1번째는 미스터 시비와 심볼리 루돌프가 2년 연속으로 달성하고, 2번째는 아파파네 → 오르페브르 → 젠틸돈나가 3년 연속으로 달성한 사례가 있다. 또, 2020년에는 데어링 택트와 콘트레일이 함께 무패로 삼관을 달성해, 같은 해에서의 암수 삼관의 최초의 사례가 되었다. 덧붙여 콘트레일은 젠틸돈나 이래 2례째의 부자 삼관 달성이며, 부자 2대에서의 무패 삼관 달성은 최초의 사례가 되었다.

### 삼관마끼리의 대결
중앙경마에서의 삼관마끼리의 직접 대결은 3례·5경주 있다. 특히 제40회 재팬컵에서는 일본 최초의 3마리의 삼관마에 의한 대결이 실현되었다.
1. 제4회 재팬 컵 (1984년): 심볼리 루돌프 - 3착/미스터 시비 - 10착 (우승마: 카츠라기 에이스)
2. 제29회 아리마 기념 (1984년): 심볼리 루돌프 - 1착/미스터 시비 - 3착
3. 제91회 천황상 봄 (1985년): 심볼리 루돌프 - 1착/미스터 시비 - 5착
4. 제32회 재팬 컵 (2012년): 젠틸돈나 - 1착/오르페브르 - 2착
5. 제40회 재팬 컵 (2020년): 아몬드 아이 - 1착/콘트레일 - 2착/데어링 택트 - 3착

## 같이 보기
- 영국 클래식 삼관
- 미국 클래식 삼관
- 클래식 (경마)
- 삼관 (경마)
- 이관마
- 사관마
- 팔대 경주
- 중앙경마 클래식 경주 우승마 목록